# Loren H. Rieseberg
Loren Henry Rieseberg (* 1961 in Alberta) ist ein kanadischer Botaniker, Evolutionsbiologe und Genetiker.
Rieseberg studierte Biologie am Southern College in Chattanooga (Bachelor 1981), Botanik an der University of Tennessee (Master 1984) und wurde 1987 an der Washington State University in Botanik promoviert. 1987 bis 1993 war er Assistant Professor an der Claremont Graduate School und 1993 Associate Professor und 1997 Professor an der Indiana University (ab 2004 Distinguished Professor). 2006 wurde er zusätzlich Professor an der University of British Columbia und war dort ab 2016 Killam Professor und Direktor des Biodiversity Research Centre. 2005 erhielt er den Canada Research Chair in Evolutions-Genetik von Pflanzen.
Er befasst sich mit der Genetik von Artbildung von Pflanzen, wobei er besonders Sonnenblumen als Studienobjekt untersucht und zum Beispiel die Rolle von Polyploidie, Hybridisierung und ökologischer Diversifikation. Weiter untersuchte er die Genetik der Ausbreitung von Unkräutern (auch von Transgenen mit Nachweis eines Genflusses zwischen domestizierten und Wildvarianten von Sonnenblumen) und die Genetik der Domestizierung von Sonnenblumen. Dabei konnte er nachweisen, dass die Domestizierung der Sonnenblume im Osten der USA erfolgte und nicht wie früher angenommen in Mexiko. Er ist auch an einem Programm der Erforschung der Genetik von Korbblütlern beteiligt.
Seit 1998 ist er Herausgeber von Molecular Ecology.
2012 erhielt er die Darwin-Wallace-Medaille und 2003 war er MacArthur Fellow. Er ist Fellow der Royal Society (2010) und der Royal Society of Canada (2010), der American Association for the Advancement of Science, der American Academy of Arts and Sciences (2003) und der National Academy of Sciences (2020). 2004 war er Guggenheim Fellow. 2006 war er Präsident der American Genetics Association und 2016/17 der Botanical Society of America.

## Schriften (Auswahl)
- L. H. Rieseberg, O. Raymond, D. M. Rosenthal, Z. Lai, K. Livingstone, T. Nakazato, J. L. Durphy, A. E. Schwarzbach, L. A. Donovan, C. Lexer: Major ecological transitions in annual sunflowers facilitated by hybridization. In: Science. Band 301, 2003, S. 1211–1216.
- J. M. Burke, L. H. Rieseberg: The fitness effects of transgenic disease resistance in wild sunflowers. In: Science. Band 300, 2003, S. 1250.
- A. V. Harter, K. A. Gardner, D. Falush, D. L. Lentz, R. Bye, L. H. Rieseberg: Origin of extant domesticated sunflowers in eastern North America. In: Nature. Band 430, 2004, S. 201–205.
- H. H. Grundt, S. Kjølner, L. Borgen, L. H. Rieseberg, C. Brochmann: High biological species diversity in arctic flora. In: Proceedings of the National Academy of Sciences USA. Band 103, 2006, S. 972–975.
- L. H. Rieseberg, T. E. Wood, E. Baack: The nature of plant species. In: Nature. Band 440, 2006, S. 524–527.
- L. H. Rieseberg, J. H. Willis: Plant speciation. In: Science. Band 317, 2007, S. 910–914.
- T. E. Wood, N. Takebayashi, M. S. Barker, I. Mayrose, P. B. Greenspoon, L. H. Rieseberg: The frequency of polyploid speciation in vascular plants. In: PNAS. Band 106, 2009, S. 13875–13879.
- B. K. Blackman, J. L. Strasburg, S. D. Michaels, L. H. Rieseberg: The role of recently derived FT paralogs in sunflower domestication. In: Current Biology. Band 20, 2010, S. 629–635.
- L. H. Rieseberg, B. K. Blackman: Speciation genes in plants. In: Annals of Botany. Band 106, 2010, S. 439–455.
- B. K. Blackman, M. Scascitelli, N. C. Kane, H. Lutton, D. A. Rasmussen, R. A. Bye, D. L. Lentz, L. H. Rieseberg: Sunflower domestication alleles support single domestication center in eastern North America. In: PNAS. Band 108, 2011, S. 14360–14365.
- I. Mayrose, S. H. Zhan, C. J. Rothfels, K. Magnuson-Ford, M. S. Barker, L. H. Rieseberg, S. P. Otto: Recently-formed polyploids diversify more slowly than their diploid relatives. In: Science. Band 333, 2011, S. 1257.
- H. Dempewolf, K. A. Hodgins, S. E. Rummell, N. C. Ellstrand, L. H. Rieseberg: Reproductive isolation during domestication. In: The Plant Cell. Band 24, 2012, S. 2710–2717.
- S. Renaut, C. J. Grassa, S. Yeaman, B. T. Moyers, Z. Lai, N. C. Kane, J. E. Bowers, J. M. Burke, L. H. Rieseberg: Genomic islands of divergence are not affected by geography of speciation in sunflowers. In: Nature Communications. Band 4, 1827, S. 2013.
- S. McCouch u. a.: Agriculture: Feeding the future. In: Nature. Band 499, 2013, S. 23–24.
- C. K. Khoury, A. D. Bjorkman, H. Dempewolf, J. Ramirez-Villegasa, L. Guarino, A. Jarvis, L. H. Rieseberg, P. C. Struik: The crops that feed the world: increasing homogeneity in global food supplies. In: Proceedings of the National Academy of Sciences USA. Band 111, 2014, S. 4001–4006.
- D. G. Bock, N. C. Kane, D. P. Ebert, L. H. Rieseberg: Genome skimming reveals the origin of the Jerusalem Artichoke tuber crop species: neither from Jerusalem nor an Artichoke. In: New Phytologist. Band 201, 2014, S. 1021–1030.
- S. Renaut, L. H. Rieseberg: The accumulation of deleterious mutations as a consequence of domestication and improvement in sunflowers and other Compositae crops. In: Molecular Biology and Evolution. Band 32, 2015, S. 2273–2283.
- Z. Li, A. E. Baniaga, E. B. Sessa, M. Scascitelli, S. W. Graham, L. H. Rieseberg,  M. S. Barker: Early genome duplications in conifers and other seed plants. In: Science Advances. Band 1, 2015, S. e1501084.
- K. M. Dlugosch, F. A. Cang, B. S. Barker, K. Andonian, S. M. Swope, L. H. Rieseberg: Evolution of invasiveness through increased resource use in a vacant niche. In: Nature Plant. 2015, Artikel 15066.
- S. Yeaman, K. A. Hodgins, K. E. Lotterhos, H. Suren, S. Nadeau, J. C. Degner, K. A. Nurkowski, P. Smets, T. Wang, L. K. Gray, K. J. Liepe, A. Hamann, J. A. Holliday, M. C. Whitlock, L. H. Rieseberg, S. N. Aitken: Convergent local adaptation to climate in distantly related conifers. In: Science. Band 353, 2016, S. 1431–1433.
- B. T. Moyers, L. H. Rieseberg: Remarkable life history polymorphism may be evolving under divergent selection in the silverleaf sunflower. In: Molecular Ecology. Band 25, 2016, S. 3817–3830.
- K. L. Ostevik, R. L. Andrew, S. P. Otto, L. H. Rieseberg: Multiple reproductive barriers separate recently diverged sunflower ecotypes. In: Evolution Evolution. Band 70, 2016, S. 2322–2335.
- B. A. Payseur, L. H. Rieseberg: A genomic perspective on hybridization and speciation. In: Molecular Ecology. Band 25, 2016, S. 2337–2360.
- S. C. H. Barrett, R. I. Colautti, K. M. Dlugosch, L. H. Rieseberg (Hrsg.): Invasion Genetics: The Baker and Stebbins Legacy. Wiley-Blackwell, Oxford 2017, ISBN 978-1-118-92216-3.